# Harkhebi (Mondkrater)
Harkhebi ist ein Mondkrater, der mit einem Durchmesser von rund 273 Kilometern einer der größten seiner Art ist. Er wurde nach dem im Ägypten der Ptolemäer wirkenden Astronomen Harchebi benannt.
| Buchstabe | Position            | Durchmesser | Link |
| --------- | ------------------- | ----------- | ---- |
| H         | 39,32° N, 99,61° O  | 27 km       |      |
| J         | 37,36° N, 103,2° O  | 41 km       |      |
| K         | 35,75° N, 100,64° O | 26 km       |      |
| T         | 39,99° N, 95,34° O  | 17 km       |      |
| U         | 40,76° N, 96,71° O  | 19 km       |      |
| W         | 43,28° N, 95,39° O  | 18 km       |      |